# Frillesås
Frillesås – miejscowość (tätort) w Szwecji, w regionie administracyjnym (län) Halland, w gminie Kungsbacka.
Według danych Szwedzkiego Urzędu Statystycznego liczba ludności wyniosła: 2832 (31 grudnia 2015), 3227 (31 grudnia 2018) i 3243 (31 grudnia 2019).